# きょうの健康
『きょうの健康』（きょうのけんこう）は、1967年4月3日から放送されている日本放送協会（NHK）の健康情報番組である。映像は当初モノクロ放送だったが、1971年4月6日からカラー放送となり、その後地上デジタル放送開始に伴いハイビジョン放送となった。
『先どりきょうの健康』（さきどりきょうのけんこう）、『きょうの健康Q&A』（きょうのけんこうキューアンドエー：以下『Q&A』）および姉妹番組の『ここが聞きたい! 名医にQ』（ここがききたい! めいいにキュー：以下『名医にQ』）についても、併せて記す。

## 概要
日本国内向けにはEテレと総合、海外向けにはワールド・プレミアムで放送。かつて難視聴対策としてNHK衛星第2テレビジョンでも放送されたが、2010年度限りで終了。ワールドTVは、英語放送強化による番組改編で打ち切りとなった。
人間が日常生活で常に付き合わなければならない健康についての正しい知識を、毎週テーマを決めて専門の医師がわかりやすく解説する。
また、金曜日にはEテレ限定となるが、その週に取り上げたテーマを基に視聴者からの疑問に医師が回答する（再放送となる週あり）。
テキストの1989年時点での公称発行部数は40万部。2023年10月 - 2024年9月の印刷証明付発行部数は95,083部である。
2020年度現在、毎月後半の1 - 2週間は、過去1年以内に放送した内容の再放送（アンコール）が編成されている。

## きょうの健康（Eテレ）
国内向けは副音声で解説放送あり（モノラル二重音声）。海外向け（NHKワールド）では実施せず。

### 放送時間
太字は現在の放送時間。

#### 本放送

##### 総合
| 期 間                         | 曜 日   | 放 送 時 間   |
| ----------------------------- | ------- | ------------- |
| 1967年4月3日 - 1968年3月30日  | 月 - 金 | 11:00 - 11:19 |
| 1967年4月3日 - 1968年3月30日  | 土      | 11:00 - 11:15 |
| 1968年4月1日 - 1982年4月3日   | 月 - 土 | 11:00 - 11:20 |
| 1982年4月5日 - 1984年3月23日  | 月 - 金 | 11:00 - 11:20 |
| 1984年4月4日 - 1988年3月25日  | 月 - 金 | 11:00 - 11:15 |
| 1988年4月11日 - 1989年3月20日 | 月      | 11:00 - 11:15 |
| 1989年4月10日 - 1990年3月19日 | 月      | 14:05 - 14:20 |
| 1995年4月3日 - 1996年3月25日  | 月 - 金 | 11:15 - 11:30 |
| 1996年4月8日 - 1998年3月27日  | 月 - 金 | 14:35 - 14:50 |

##### 教育（現・Eテレ）
| 期 間                        | 曜 日   | 放 送 時 間   |
| ---------------------------- | ------- | ------------- |
| 1988年4月4日 - 1990年3月29日 | 月 - 木 | 21:25 - 21:40 |
| 1990年4月2日 - 1992年4月2日  | 月 - 木 | 19:30 - 19:45 |
| 1992年4月6日 - 1994年3月31日 | 月 - 木 | 22:00 - 22:15 |
| 1994年4月4日 - 1995年3月30日 | 月 - 木 | 20:45 - 21:00 |
| 1998年4月6日 - 1999年4月2日  | 月 - 金 | 20:30 - 20:45 |
| 1999年4月5日 - 2000年3月31日 | 月 - 木 | 19:45 - 20:00 |
| 2000年4月3日 - 2003年4月3日  | 月 - 木 | 19:10 - 19:25 |
| 2003年4月7日 - （ 現 在 ）   | 月 - 木 | 20:30 - 20:45 |

#### 再放送

##### 総合
| 期 間                         | 曜 日   | 放 送 時 間   |
| ----------------------------- | ------- | ------------- |
| 1969年4月7日 - 1971年4月3日   | 月 - 土 | 17:35 - 17:55 |
| 1974年9月24日 - 1976年3月12日 | 月 - 金 | 16:35 - 16:55 |
| 1976年4月7日 - 1984年3月23日  | 月 - 金 | 14:30 - 14:50 |
| 1984年4月3日 - 1985年3月27日  | 月 - 木 | 16:05 - 16:20 |
| 1985年4月4日 - 1985年9月12日  | 月 - 木 | 14:35 - 14:50 |
| 1985年9月17日 - 1988年3月10日 | 月 - 金 | 14:35 - 14:50 |
| 1988年3月15日 - 1989年3月31日 | 火 - 金 | 14:35 - 14:50 |
| 1989年4月6日 - 1990年3月22日  | 火 - 金 | 14:05 - 14:20 |
| 1990年4月5日 - 1991年3月27日  | 月 - 金 | 14:35 - 14:50 |

##### 教育→Eテレ
| 期 間                        | 曜 日   | 放 送 時 間   |
| ---------------------------- | ------- | ------------- |
| 1991年4月1日 - 1995年3月30日 | 月 - 木 | 6:40 - 6:55   |
| 1995年4月3日 - 1997年4月4日  | 月 - 金 | 20:45 - 21:00 |
| 1997年4月7日 - 1998年4月3日  | 月 - 金 | 20:30 - 20:45 |
| 1998年4月6日 - 1999年4月2日  | 月 - 金 | 13:45 - 14:00 |
| 1999年4月5日 - 2003年4月3日  | 月 - 木 | 13:45 - 14:00 |
| 2003年4月7日 - 2010年3月25日 | 月 - 木 | 13:05 - 13:20 |
| 2010年4月5日 - 2012年3月20日 | 月 - 木 | 12:30 - 12:45 |
| 2012年4月3日 - 2022年3月31日 | 月 - 木 | 13:35 - 13:50 |
| 2022年4月4日 - （ 現 在 ）   | 月 - 木 | 12:00 - 12:15 |

##### 衛星第2
集中放送（4回分まとめて放送）
| 期 間                         | 曜日 | 放送時間 |
| ----------------------------- | ---- | -------- |
| 2003年4月10日 - 2006年3月30日 | 木   | 3時台    |
| 2006年4月4日 - 2006年11月21日 | 火   | 3時台    |

基本的に前々週に教育（現・Eテレ）における放送分の再放送である。放送時間が短縮されたり、放送されなかった週もあった。

## 先どりきょうの健康（総合）
※2022年3月26日限りで終了。翌月曜日 - 木曜日の放送から1本（2009年度は2本）を選び先行放送されていた。

### 放送時間
| 期 間                         | 曜日 | 本 放 送      | 曜日           | 再 放 送       |
| ----------------------------- | ---- | ------------- | -------------- | -------------- |
| 2009年4月5日 - 2010年3月28日  | 日   | 5:15 - 5:45   | （再放送なし） | （再放送なし） |
| 2010年4月4日 - 2011年4月3日   | 日   | 5:15 - 5:30   | （再放送なし） | （再放送なし） |
| 2011年4月9日 - 2014年3月22日  | 土   | 4:15 - 4:30   | （再放送なし） | （再放送なし） |
| 2014年4月4日 - 2020年10月10日 | 金   | 10:40 - 10:55 | 土             | 4:15 - 4:30    |
| 2020年10月16日 - 2021年3月6日 | 金   | 14:30 - 14:45 | 土             | 4:15 - 4:30    |
| 2021年3月13日 - 2022年3月26日 | 土   | 4:15 - 4:30   | （再放送なし） | （再放送なし） |

- 金曜日の放送は、祝日、国会中継時、高校野球などのスポーツ中継時は休止。
- 土曜日の放送は、2018年5月19日以降の大相撲期間中は、4時5分 - 4時30分に『大相撲・幕内の全取組』を放送のため3時50分 - 4時5分に繰り上げ放送。

## きょうの健康Q&A（Eテレ）
※2011年3月25日限りで終了。

### 放送時間
| 期 間                         | 曜日 | 本 放 送      | 曜日 | 再 放 送       |
| ----------------------------- | ---- | ------------- | ---- | -------------- |
| 2003年4月11日 - 2008年3月28日 | 金   | 20:00 - 20:45 | 金   | （再放送なし） |
| 2008年4月4日 - 2010年3月26日  | 金   | 20:30 - 20:45 | 金   | 13:05 - 13:20  |
| 2010年4月2日 - 2011年3月25日  | 金   | 20:30 - 20:45 | 金   | 12:30 - 12:45  |

## ここが聞きたい! 名医にQ（Eテレ）
※2013年3月30日限りで終了。

### 放送時間
| 期 間                        | 曜日 | 本 放 送      | 曜日 | 再 放 送      |
| ---------------------------- | ---- | ------------- | ---- | ------------- |
| 2008年4月5日 - 2010年3月27日 | 土   | 20:00 - 20:59 | 土   | 13:00 - 13:59 |
| 2010年4月2日 - 2012年3月31日 | 土   | 20:00 - 20:54 | 金   | 13:05 - 13:59 |
| 2012年4月6日 - 2013年4月5日  | 土   | 20:00 - 20:45 | 金   | 13:05 - 13:50 |

- 上記以外にも2008年4月11日から2009年3月20日までの金曜日の12時 - 12時59分に、デジタル教育・第3チャンネル（デジタル023。現・Eテレサブチャンネル）で再放送が行われた。

## チョイス@病気になったとき（Eテレ）
※2013年4月6日から放送中。

## 出演者

### きょうの健康
- 小郷知子（NHKアナウンサー）：（2025年3月31日 - ）
- 大川悠介（NHKアナウンサー）：（2025年4月2日 - ）
- 石橋亜紗（NHKアナウンサー）：（2025年4月3日 - ）
- 岩田まこ都（フリーアナウンサー）：（2016年4月4日 - ）[注 2]

NHKアナウンサーは交代で1名が岩田と組み出演する。長らく男女ペアの形式であったが、2023年度に村上が着任したことで女性2人体制で進行するパターンも見られるようになった。2020年度の一時期、新型コロナウイルス感染拡大防止対応のため、専門の講師はリモート形式で、岩田はナレーションのみの出演としていた。

## 過去に出演していたキャスター・リポーター
※は出演当時の肩書き。「チョイス@病気になったとき」の出演者については当該ページを参照。
- 上野ゆい
- 葛西聖司（※NHKアナウンサー） - Q&A
- 松岡正美（ボイスワークス所属、元京都局・水戸局契約キャスター） - 本編・Q&A（2007年10月 - 2010年3月）
- 今泉清保（※フリーアナウンサー） - Q&A
- 内藤啓史（NHKアナウンサー） - 本編・Q&A（2010年度）
- 福家睦（当時ボイスワークス所属） - 本編（2008年3月31日 - 2011年3月）
- 中岡由佳（フリーアナウンサー） - 本編リポーター（アシスタント）として出演（ - 2008年3月）／概ね月1回（毎月第1木曜日）のみ出演（2008年12月18日 - 2011年3月）
- 乙葉（タレント） - 名医にQ（2008年4月 - 2011年3月）
- 潮香緒里（フリーアナウンサー） - 名医にQ（2008年4月 - 2011年3月）
- 武藤友樹（NHKアナウンサー） - 本編（2011年度）
- 杉岡英樹（NHKアナウンサー） - 本編（2012年度）
- 古屋和雄（※NHKアナウンサー） - Q&Aキャスター／名医にQ（2008年度 - 2012年度）
- 唐橋ユミ（フリーアナウンサー） - 名医にQ（2011年4月 - 2012年度）
- 古賀一（NHKアナウンサー） - 本編（2013年度 - 2014年6月）
- 濱中博久（NHKシニアスタッフ） - 本編（2011年度 - 2014年度）
- 寺澤敏行（NHKアナウンサー） - 本編（2014年7月 - 2015年3月）
- 久田直子（シグマ・セブン所属、元福島テレビアナウンサー） - 本編（桜井と共に担当）
- 桜井洋子（NHKアナウンサー） - 本編（2015年度）
- 中野淳（NHKアナウンサー） - 本編（2015年度）
- 長野亮（NHKアナウンサー） - 本編（2015年度）
- 柴崎行雄（NHKアナウンサー） - 本編（2015年度）
- 黒沢保裕（NHKアナウンサー） - 本編（2016年4月 - 2020年3月）
- 永井伸一（NHKアナウンサー） - 本編（2020年4月 - 2021年3月）
- 白鳥哲也（NHKアナウンサー） -　本編（2020年4月 - 2022年3月）
- 岡野暁（NHKシニアアナウンサー） - （2021年4月 - 2023年3月）
- 小田切千（NHKチーフアナウンサー） - （2022年4月 - 2023年3月）
- 小山径（NHKアナウンサー） - （2022年4月 - 2023年3月）
- 佐藤龍文（NHKアナウンサー）：（2023年4月3日 - 2025年2月26日）
- 越塚優（NHKアナウンサー）：（2023年4月3日 - 2025年3月27日）
- 村上由利子（NHKアナウンサー）：（2023年4月3日 - 2025年3月7日）
- 井上あさひ（NHKアナウンサー）：（2024年4月 - 2025年3月）

### 体操モデル
近年は病気予防に役立つ体操の紹介だけの回が設けられる。この回では中岡が進行役となり、かつては以下の男性が実技モデルとして出演した。またそれ以外の場合にも出演することもあった。
- 進藤学
- 佐藤峻
- 縄田雄哉

## テーマ音楽
- ミトカツユキ（きょうの健康、Q&A、2010年度 - ）
- 冨田勲（きょうの健康、2002年度まで。2017年4月 - 2019年3月は（「きょうの健康50周年」として、エンディングに使用された。）
- 谷川賢作（きょうの健康、Q&A、2003年度 - 2007年度まで）
- 内池秀和（名医にQ、2008年度 - 2010年度まで）
- 和泉宏隆（名医にQ、2011年度 - ）